# هفبورگ

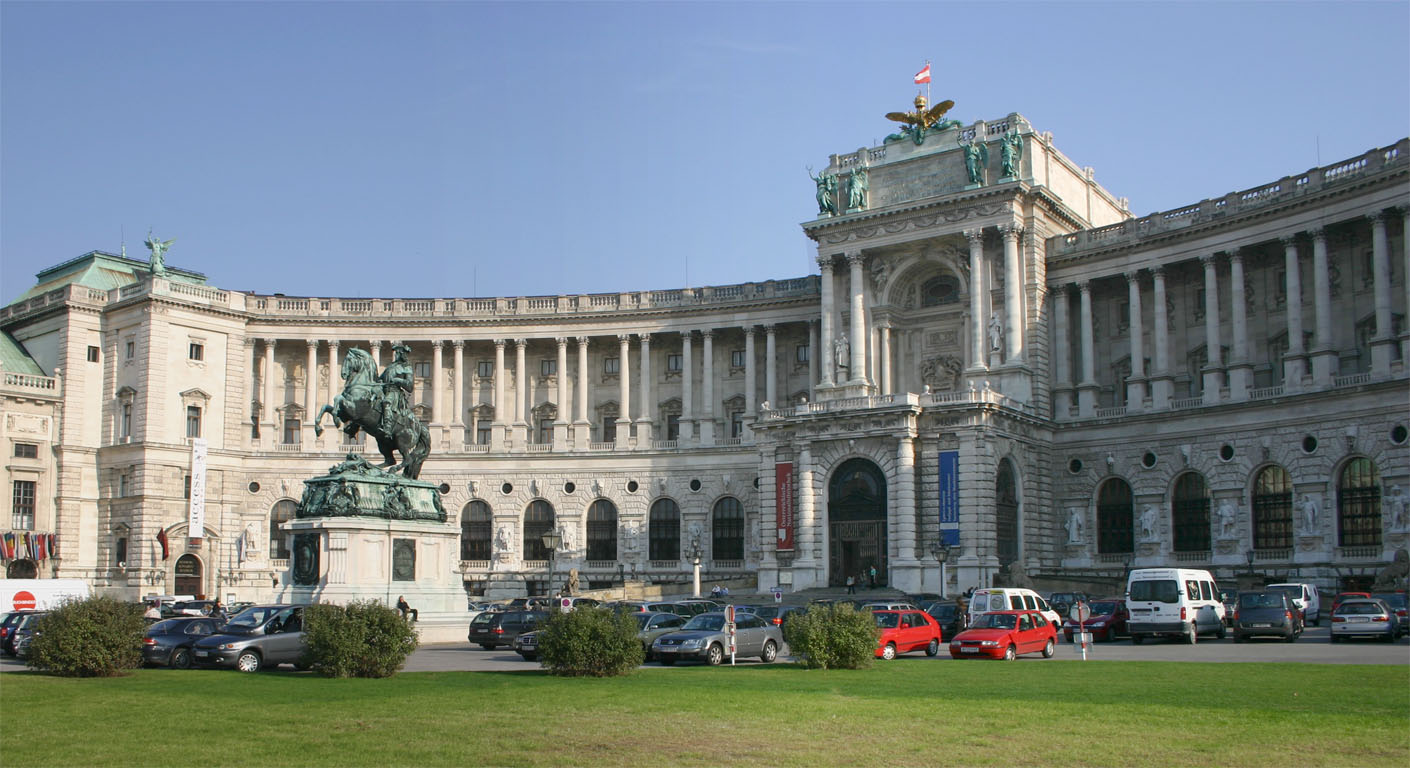

قصر هُفبورگ (به آلمانی: Hofburg) کاخ اصلی مربوط به امپراتوری دودمان هابسبورگ است. این بنا که در مرکز وین قرار دارد، در قرن سیزدهم ساخته شد و چندین بار گسترش یافت. هفبورگ اقامتگاه زمستانی امپراتوری و کاخ شون‌برون اقامتگاه تابستانی بود. از سال ۱۹۴۶ کاخ، اقامتگاه رسمی و محل کار رئیس‌جمهور اتریش است. میدان مقابل کاخ، هِلدِن پلاتز، در زمان فرانتس یوزف یکم سفارش ساخت گرفت و قرار بود به‌عنوان بخشی از فورومِ قیصر تبدیل شود، اما هرگز تکمیل نشد.

## یادداشت
1. ↑  Heldenplatz یا میدان قهرمانان
2. ↑  Kaiserforum